# BURP
Proiectul Big and Ugly Rendering Project (BURP) este un proiect pentru renderizarea de animații 3D, utilizând metoda calculului distribuit și este bazat pe infrastructura BOINC (Berkeley Open Infrastructure for Network Computing). Cine dorește, poate să pună la dispoziție puterea de calcul a calculatorului propriu proiectului BURP. Utilizatori pot renderiza prin intermediul BURP și animații 3D proprii, dacă renderizarea ar dura prea mult pe calculatorul propriu.
BURP folosește programul Blender, care este open source. Cerințele de memorie (RAM) la acest proiect sunt relativ mari (>300 MB RAM) față de unele alte proiecte BOINC.
Proiectul oferă putere de calcul în primul rând graficienilor sau artiștilor profesioniști care au deja experiență în domeniul animațiilor 3D. Dar și începătorii se pot folosi de BURP.